# ダイワ化成
ダイワ化成株式会社（だいわかせい）は、住宅用設備機器（簡易水洗トイレなど）などの開発および製造・販売を行っている福岡市中央区に本社を置く企業である。